# 五十年不変
五十年不変（ごじゅうねんふへん、拼音: wǔshí nián búbiàn; イェール式広東語: ńgh sahp nìhn bāt bin）とは、当時の中華人民共和国最高指導者であった鄧小平が1984年に提起した方針である。その内容は、「一国二制度、高度な自治、香港人による香港統治、現行の資本主義的生活様式を五十年間変更しない（中国語: 一國兩制、高度自治、港人治港、現有的資本主義生活方式五十年不變）」というものであった。鄧小平が「一国二制度」と「五十年不変」を提起した後、この方針は「英中共同声明」の第三条および付属文書一に盛り込まれた。
『香港特別行政区基本法』第五条は、香港特別行政区では、社会主義の制度と政策を実施せず、従来の資本主義制度および生活様式を維持し、期間を五十年間としてその間変更しないことを規定している。その後、マカオの返還に関する交渉の際にも、中華人民共和国政府は「一国二制度、マカオ人によるマカオ統治（中国語: 澳人治澳）、従来の生活様式を五十年間変更しない」という方針を提示した。同様に、『マカオ特別行政区基本法』第五条には「マカオ特別行政区は社会主義制度および政策を実施しない」と規定されており、さらに「従来の資本主義制度および生活様式を五十年間変更しない」と明記されている。この「五十年不変」の方針に基づき、中華人民共和国政府は、香港返還後2047年6月30日まで、およびマカオ返還後2049年12月19日まで、両地域の既存制度を維持することを約束している。これにより「2047年香港の前途問題」「2049年マカオの前途問題」といった議論が生じ、一国二制度に期限があるのか否かという論争へと発展している。

## 典拠
1984年、イギリスは中華人民共和国との間で「英中共同声明」を締結し、1997年7月1日に香港の主権を中華人民共和国へ移譲することを約束した。声明の第三条および付属文書一により、1997年7月1日以降の香港は『基本法』に則り一国二制度と資本主義体制を実施し、「香港人による香港統治、高度な自治」の権利を有し、その社会制度および生活様式は50年間にわたり不変とされた。
基本法第5条では、「香港特別行政区は社会主義の制度と政策を実施せず、従来の資本主義制度および生活様式を維持し、50年間はこれを変更しない（中国語: 香港特別行政區不實行社會主義制度和政策，保持原有的資本主義制度和生活方式，五十年不變）」と規定している。このため、50年後も引き続き一国二制度と資本主義制度が実施され、「香港人による香港統治、高度な自治」の権利が保持されるかどうかが問題となっている。

### 鄧小平による説明
香港『明報』紙の報道によれば、イギリス政府が機密解除した資料の中で、鄧小平はイギリス政府に対し、50年という期限は中国が先進国となるために設けられた期間であり、香港の繁栄と安定は中国大陸の近代化に資するものであると説明した。また、台湾の安定を五十年間維持するため、中国は台湾と戦争をすることを望んでいないとも述べ、中国の政策の背景にあるこうした考えを理解すれば、中華人民共和国が「一国二制度」政策を変更するとの誤解は生じないはずだと強調した。鄧はさらに、50年後までには中国大陸と他国の経済は相互依存関係を深めているはずであるから、50年後においても政策が変更される可能性はさらに低くなるだろうとも述べた。
1984年10月、鄧小平は港澳同胞国慶観礼団と会見した際に、「われわれは協議の中で『五十年不変』と言った。五十年不変なのだ。我々の世代は変えないし、次の世代も変えない。50年後に大陸が発展していれば、その時にまだこうした問題をみみっちく処理するだろうか？だから、変わることを心配する必要はない、変わることはないのだ。仮に何かが変わるとしても、それがすべて悪いことだとは限らない。変わることによって良くなる場合もある。問題は何が変わるかだ。中国が香港を回収すること自体が一つの変化ではないか？だから、変わることそれ自体を恐れる必要はない。もし何かが変わるとすれば、それは必ずより良いものであり、香港の繁栄と発展にとってより利益になるもので、香港市民の利益を損なうものではない。そうした変化は歓迎されるはずだ。もし何も変わらないと言う者がいたとしても、それを信用してはならない。香港の資本主義制度下のあらゆる側面は完全無欠であると言うことが果たしてできるだろうか？資本主義先進国同士を比べてみても、それぞれに長所と短所がある。香港をより健全な方向へ導くことも、また一つの変化ではないか？そうした発展や変化は香港人も歓迎するだろうし、香港人自身が求めるだろう、それは疑いようがない」と述べた。
1990年1月、鄧小平は香港の実業家李嘉誠と会見し、香港における「一国二制度」について「変わらないし、変わるはずがない。短期的に変わらないという意味ではなく、長期的に変わらないということだ……つまり五十年不変であり、五十年後にはなおさら変わる道理はない……」と述べた。

## 50年という期限による影響

### 香港における土地契約の更新
香港特別行政区政府は1997年7月15日に発表した政策声明に基づき、更新権利のない契約（特殊用途契約を除く）について、契約が満了した際、特区政府が全権により状況に応じて50年の更新の可否を決定できるとした。更新される場合、地価の補償金（中国語: 補地価。土地契約再締結に伴い、元の地価と新契約の際に上昇した地価の差額を土地の最終所有者である政府に補償するもの）は不要であり、毎年賃貸料（中国語: 地租、地稅）を支払うことが求められる。その額は固定資産税評価額（中国語: 應課差餉租值。政府が指定した評価基準日に当該不動産が空いており、これを賃貸した場合を仮定して見積られた、年間市場賃料の額）の3%に相当し、租金はその後、固定資産税（中国語: 差餉）の変動に応じて調整される。香港特別行政区が設立されて以来、地政総署は上述の方針に従い、1997年以降に満了する契約の更新問題を処理してきた。原契約に基づき更新される契約は地価補償金を再度支払う必要はないが、当該区画の地租を毎年支払う義務がある。したがって更新の可否については、主には例えば契約満了時にその土地が公共用途に必要か、または原契約に対して重大な違反があるかといった、経済的社会的要素が考慮され、基本法の規定は問題とはならない。
現在、現行のまたは新たに発行された50年土地契約の契約期間は、2047年を超えている。言い換えれば、新たに発行された土地契約において、2047年は契約期限とは見なされていない。もちろん、大量の既存の土地契約が2047年に期限を迎えるため、継続契約の価格は未定であり、政府はその時点で発生する大量の契約更新に対処するための手配を行う必要があるが、明らかに「五十年」からは影響を受けていない。
香港特区政府は、政府は基本法第7条に基づき、特区内の土地を管理し、配分することができる憲法上の権限と職責を有していると考えている。この権限の有効期限は特に制限されておらず、2047年には満了しない。特区政府は、基本法第120条によって与えられた権利には、2047年を超えて再契約を行う権利も含まれていると指摘している。基本法第123条が特区政府に授けている、契約の更新問題を解決するための立法権限は包括的なものであり、香港特別行政区が2047年を越えて契約を発行する権限に対して制限を設けていない。

### 深圳湾口岸の香港側エリアの土地契約更新（2047年）
「国務院による香港特別行政区に対し管轄権を付与した深圳湾口岸香港側口岸区の範囲と土地使用期限に関する承認（中国語: 国务院关于授权香港特别行政区实施管辖的深圳湾口岸港方口岸区范围和土地使用期限的批复）」（国函〔2006〕132号）によると、深圳湾口岸の香港側エリアの土地使用契約の期間は、口岸が開通した日から2047年6月30日までである。双方の協議に基づき、手続きを経て国務院の承認を得ることで、土地使用権を前倒しで終了させるか、または契約期間満了後に延長することができる。香港法例第591章「深圳湾口岸港方口岸区条例」は2047年6月30日午後12時に失効することが規定されており、同日に租賃契約の使用期限も満了する。土地使用権が早期に終了するか、租賃契約が満了後に延長される場合、香港特別行政区政府保安局局長は香港特別行政区政府官報に更新された土地使用権または契約満了後の新しい日付を発表し、本条例は同日午後12時に失効する。

## 「五十年内已変」をめぐる議論
1997年の香港返還以来、イギリス外務大臣は毎年6ヶ月ごとに「香港問題半年報告（英語: Six-monthly report on Hong Kong）」を議会に提出し、「英中共同声明」の香港での実施状況を説明してきた。1997年から2017年まで、半年報告書の結論はしばしば「香港の一国二制度には問題はない」「全体的に正常に運営されている」などであった。しかし、2019年以降、報告書の表現は次第に強硬なものとなった。2022年、中国外交部は、「履行が完了した中英共同声明はすでに期限が切れている」とし、「一国二制度」「港人治港」「高度な自治」の方針は堅持しており、その実行状況に関してはイギリスが口を出す権利はないと強調し、「香港問題半年報告」を通じて内政干渉を続けることに反対した。
2018年3月3日、全国政治協商会議の報告から「一国二制度」「港人治港」「高度自治」などの慣例的な表現が削除された。『香港蘋果日報』はこれについて批判し、「50年不変」は名ばかりのもので、実質的に存在しないと指摘した。

### 2020年以降の港区国安法と2021年香港政治制度改革
2020年6月30日、中華人民共和国第十三期全国人民代表大会常務委員会は、閉会前に全会一致で162票の賛成を以て「中華人民共和国香港特別行政区国家安全維持法」（通称「香港国家安全維持法」）を可決した。この法案は、生成から制定まで41日間しかかからず、その過程は完全に公開されていなかった。条文の詳細は最終日の最後の1時間に発表された。「香港国家安全維持法」は同日夜11時に公告され、香港の「基本法」付属文書三に正式に組み込まれ、即座に効力を発した。中央政府は国家安全維持委員会を通じて現地政府に指導を行ってその運用を指示し、現地でその執行を担当する香港警察はその権限を拡大し続けている。国家安全維持委員会は立法会等香港の現地機関・組織の監視を受けず、任務は秘密裏に実行され、司法審査を受けない。これに先立ち、イギリス、アメリカ、オーストラリア、カナダの外務大臣は、北京当局の予定した計画について、現地の香港政府が「基本法」第23条に基づいて立法を行うのではなく、中央政府が直接「国家安全法」を制定することについて、共同声明を発表して強い懸念を示していた。
イギリス、アメリカ、欧州連合は、北京が「一国二制度」の原則を破壊し、香港の自治を弱体化させていると指摘した。2020年7月1日、イギリス首相ボリス・ジョンソンは、中国が香港国家安全維持法を制定・実施したことは、明らかに英中共同声明に対する重大な違反であると述べた。ジョンソンは、「これは香港の高度な自治を損い、香港基本法と直接的に衝突するものだ。この法律は、共同声明で保障されている自由と権利を脅かしている」と語った。同日、イギリス外務大臣ドミニク・ラーブは、中国が香港国家安全維持法を強引に押し通した行動は、「明確かつ重大に」1984年の英中共同声明に違反しているとし、この法律を検討した結果、その内容は香港の自治を侵害し、香港市民の自由に「直接の脅威」を与えるものであると認定すると述べた。
2021年1月29日、イギリス政府は弾圧を受ける香港市民を支援するため、BNOパスポート（英国海外市民旅券、英語: British National (Overseas) passport、中国語: 英國國民（海外）護照）の申請資格およびビザ申請を緩和すると発表した。これに対抗し、同日、中国外交部報道官の趙立堅は、同月31日より「中国は、いわゆるBNOパスポートを渡航文書および身分証明書として認めない」と宣言した。同日、香港特別行政区政府も同様に、1月31日よりBNOパスポートを有効な渡航文書および身分証明書として認めないことを発表し、BNOパスポートは香港での出入境には使用できず、香港においていかなる身分証明書としても認められなくなった。
2021年3月、第十三期全国人民代表大会において、「香港特別行政区の「選挙制度改善」に関する全国人民代表大会の決定（中国語: 全國人民代表大會關於完善香港特別行政區選舉制度的決定）」が審議された。この決定により、基本法の政治制度に関する条文を改正する権限が付与されることとなった。英中共同声明に基づく香港の政治制度は「基本法」付属文書一および二に記載されているため、本決定は現行制度の変更を意味しており、米国の強い反発と欧州連合の懸念を引き起こした。2023年7月には「区議会（改正）条例（中国語: 區議會（修訂）條例）」も改正され、従来大部分を占めていた直接選挙による議席が2割以下へと大幅に減らされた。親中派の徐浩華は、「人材選定に関しては比較的幅広い選択肢が維持された」と主張しているが、香港中文大学の政治学者である馬嶽は、民意を反映するスペースが狭くなったと批判している。
香港立法会元主席の范徐麗泰はインタビューにおいて、「香港の『二制度』における不変とは経済制度を指す」との見解を示したが、この見解は現行の法律と矛盾しているとの指摘もあり、議論を呼んでいる。また、制度の変更を肯定的に捉える見方もある。闕志克は『中国時報』上で、「当時、中国共産党には二つの選択肢があった。一つは、香港の制度を大幅に改変することで、中央が『二制度』の長期的維持を模索する道。もう一つは、2047年に五十年不変の期限を迎えた後に香港を内地へ統合する道である。そして、『一国二制度』の長期的な有効性が重視され、習近平が香港返還25周年の際に行った宣言を踏まえると、中央は前者を正式に国策として確立され、2047年の期限で制度を終結させる選択は取られなかったと判断できる」と論じた。
一方で、米国の国務長官アントニー・ブリンケン、国家安全保障会議報道官のエイドリアン・ワトソン、さらには複数の人権問題に関心を持つ米国議会議員は、香港返還25周年の際に声明を発表し、「五十年不変」の原則は変質したとの認識を示した。また、台湾香港協会理事長の桑普は、「香港において民主制度が実現する可能性は一度もなかった」と主張し、台湾時評も「五十年不変はすでに失われた。なぜなら、それはすでに失敗したからだ」との見解を示した。

## 「五十年」後への憂慮と対策

### 香港法律界
2012年末から2013年中にかけて、終審法院の元首席法官である李国能は、2047年以降の「一国二制度」の行方について問題提起を行った。2013年5月に『サウスチャイナ・モーニング・ポスト』のインタビューを受けた際、李は「今後15年から20年の間に、2047年以降の香港の未来について議論し、解決する必要がある」と指摘した。
2019年、終審法院元法官の烈顯倫は、『サウスチャイナ・モーニング・ポスト』の書面インタビューにおいて、「香港の『核心的価値』を支える普通法制度は、27年後に必然的に期限を迎える……『基本法』には、この制度を2047年6月30日以降も維持するための仕組みは存在しない」と述べた。

### 香港本土派
2016年の立法会選挙において、香港衆志と熱普城はそれぞれ「民主自決」および「基本法の永続と都市国家としての自治」を主張し、2047年問題を現地で解決することを目指した。
熱血公民、普羅政治学苑、香港復興会は、特に土地契約や私有財産が資本主義制度と密接に結びついており、2047年問題は香港の法治、国際投資、信用力、不動産ローン、繁栄と安定に関わる重大な課題であると認識し、これを踏まえ、香港市民が全市民による制憲や基本法の永続を通じて2047年問題を解決すべきであると提案した。陳根も『ニューヨーク・タイムズ』のコラムで2047年問題について執筆し、その後『サウスチャイナ・モーニング・ポスト』、『フィナンシャル・タイムズ』、『ウォール・ストリート・ジャーナル』、『ニューヨーク・タイムズ』などがこれを報じた。
総じて、香港本土派は、2047年6月30日以降、「一国二制度」は長期的な国策ではなく、それゆえ「基本法」は自動的に失効し、社会主義制度が香港に自動的に適用されると広く認識している。そのため、本土派は、まだ行動可能なこの期間において、民主化および独立を求める運動を積極的に展開すべきであると主張している。

## 「五十年」後も不変であるという応答

### 香港建制派
大多数の建制派立法会議員は、2047年という期限は本土自決派が作り出した虚構の命題であると考えている。
2016年10月、元律政司司長で全人代常務委員会基本法委員会の副主任も務めた梁愛詩は、香港電台の番組において「基本法が提唱する五十年不変の方針は、香港市民の利益を考慮したものであり、2047年になっても中央政府は同様に香港市民の利益を考慮するはずだ」と述べた。しかし、「その時点で本土と香港の制度が統一されるのか、それとも一国二制度が継続されるのかは、今後30年間の香港の歩みによる」とも指摘した。2017年5月、梁愛詩は再びラジオでインタビューを受け、2047年以降の香港の将来について改めて議論することは不可能であり、基本法に従うしかなく、返還20年の時点で将来を懸念するのは時期尚早であるとの見解を示した。
2017年1月、元香港立法会主席の曾鈺成は、『AM730』のコラムにて「跨越四七（2047年を越えて）」という記事を発表し、香港の若者が2047年の将来について注視する必要があると指摘した。しかし、曾は「五十年不変」という言葉が基本法第5条にのみ登場し、その効果はその当該条文に限定され、他の条文の施行には影響しないと考えていた。
2021年6月、全人代常務委員の譚耀宗は、香港は2047年を期限として考える必要はないと述べた。同年7月には、『紫荊』誌に寄稿した記事において、2047年以降も香港の一国二制度は変わらないだろうと述べた。

### 中国大陸
中国大陸の教材では、鄧小平の「50年変わらない、50年後も変える必要はない」という指示に基づき、原則として2047年、2049年以降も香港や澳門は経済的・制度的に現状を維持し、高度な自主性を保持できるとされている。しかし、歴代の中国共産党指導部や特区政府の指導者たちは「五十年不変」の定義について異なる表現をしており、現時点で香港が2047年以降どのような地位となるかについて明確に示した法的文書は存在していない。
2019年11月19日、中共中央党校の謝春涛副校長は、メディアの質問に答える中で、香港の現行制度が経済発展、社会の安定、民生の改善、そして国家の統一に利益をもたらすのであれば、「変更する理由はない」と指摘した。そして、50年後も一国二制度の基本方針は揺るがないことを再確認した。一方で特定の部分については、「もし一部の点で効果が良くない場合、恐らく違った状況になるかもしれない」と述べた。
2022年3月9日、香港の全国政治協商会議委員は北京で会議を開いた。港区政協委員の蘇紹総は、国務院港澳事務辦公室主任の夏宝龍が「一国二制度」は50年後も変更する必要がなく、その方向性が正しければ「一国二制度」は引き続き維持されると指摘したことを伝えた。会議に出席していた委員は、香港市民が心配したり疑問を抱いたりする必要はないと呼びかけた 。
2022年7月1日、中共中央総書記・中華人民共和国主席の習近平は、香港返還25周年記念式典および第6期特別行政区政府の就任式に出席し、「一国二制度は良い制度であり、変更する理由は全くない」と述べ、「必ず長期的に維持し、貫徹しなければならない」と強調し、中央政府は一国二制度は変わらず、変えることはできないと信じていると述べた。また、習は今後も「一国二制度」の方針を継続し、維持する必要があると提起した。7月18日，香港特別行政區行政長官李家超は、習近平の言葉が中央政府の「一国二制度」という良い制度の長期的な堅持する姿勢を明確にし、これを変更する理由がないことを示したと述べた。
2023年3月31日、香港律師会会長の陳澤銘は、北京で複数の中央機関を訪問し、特に中共中央港澳事務辦公室副主任の王霊桂と面会した際に、何度も同様のメッセージを受け取ったことを明らかにした。それは、現行の「一国二制度」は良い制度であり、長期的に堅持しなければならないというものだった。さらに、香港は引き続き普通法制度といった独自の優位性と特色を維持し続けることが確認された。

### 香港特別行政区政府
政制及内地事務局副局長の陳岳鵬は2016年12月14日、立法会の会議上で議員の質問に答え、全人代常務委員会委員長だった張德江の演説を引用した：
陳岳鵬は、香港特別行政区は中国の不可分な一部分であり、この事実には期限がないと述べている。中国の香港に対する主権は返還から50年後も変わることはなく、中国の香港に対する基本方針・政策が50年後に変更されることもないため、「基本法」が2047年以降に失効するという問題は存在しないと強調している。「基本法」第5条にある「香港特別行政区は社会主義制度と政策を実行せず、従来の資本主義制度および生活様式を維持し、五十年間変更しない」との記述は、主に香港が返還時に持っていた「従来の」資本主義制度と生活方式を保持することを明確にするために設けられたものであり、一国二制度に期限を設けるためのものではないと説明している。
2016年9月、当時の梁振英香港特別行政区行政長官は、2047年以降も香港の資本主義的な生活方式は継続されると考え、2047年以降の香港について心配していないと述べた。

### 香港の民意
2016年、香港中文大学が行った第九回「香港民意與政治發展」調査では、約7割のの回答者が「2047年以降も香港で一国二制度が維持されることを支持する」と回答した。